# Црнча (Бијело Поље)
Црнча је насеље у општини Бијело Поље у Црној Гори. Према попису из 2003. било је 486 становника (према попису из 1991. било је 515 становника).

## Историја
Насеље се помиње у Повељи Стефана Првовјенчаног из 1220. године као једно од села жупе Затон. У насељу се налазе остаци средњовјековног манастира Светог Јована (манастир Црнча). Према предању, у насељу је преминуо Арсеније I.
Овде се налази обновљена црква Светог Јована Крститеља.

## Демографија
У насељу Црнча живи 336 пунолетних становника, а просечна старост становништва износи 33,8 година (33,7 код мушкараца и 34,0 код жена). У насељу има 125 домаћинстава, а просечан број чланова по домаћинству је 3,89.
Становништво у овом насељу веома је хетерогено, а у последња три пописа, примећен је пад у броју становника.
|  |

| Демографија | Демографија | Демографија |
| Година      | Становника  | Становника  |
| ----------- | ----------- | ----------- |
|             |             |             |
|             |             |             |
|             |             |             |
|             |             |             |
| 1948.       | 375         |             |
| 1953.       | 424         |             |
| 1961.       | 427         |             |
| 1971.       | 452         |             |
| 1981.       | 536         |             |
| 1991.       | 515         | 507         |
| 2003.       | 564         | 486         |
|             |             |             |

| Етнички састав према попису из 2003.‍ | Етнички састав према попису из 2003.‍ | Етнички састав према попису из 2003.‍ | Етнички састав према попису из 2003.‍ | Етнички састав према попису из 2003.‍ |
| ------------------------------------ | ------------------------------------ | ------------------------------------ | ------------------------------------ | ------------------------------------ |
|                                      |                                      |                                      |                                      |                                      |
| Срби                                 | Срби                                 |                                      | 209                                  | 43,00%                               |
| Бошњаци                              | Бошњаци                              |                                      | 128                                  | 26,33%                               |
| Црногорци                            | Црногорци                            |                                      | 105                                  | 21,60%                               |
| Муслимани                            | Муслимани                            |                                      | 38                                   | 7,81%                                |
| Југословени                          | Југословени                          |                                      | 2                                    | 0,41%                                |
| Руси                                 | Руси                                 |                                      | 1                                    | 0,20%                                |
| Македонци                            | Македонци                            |                                      | 1                                    | 0,20%                                |
| непознато                            | непознато                            |                                      | 2                                    | 0,41%                                |

| Година пописа     | 1948. | 1953. | 1961. | 1971. | 1981. | 1991. | 2003. |
| ----------------- | ----- | ----- | ----- | ----- | ----- | ----- | ----- |
| Број домаћинстава | 67    | 71    | 69    | 78    | 94    | 113   | 128   |

| Број чланова      | 1   | 2  | 3  | 4  | 5  | 6  | 7  | 8 | 9 | 10 и више | Просек |
| ----------------- | --- | -- | -- | -- | -- | -- | -- | - | - | --------- | ------ |
| Број домаћинстава | 125 | 16 | 26 | 14 | 16 | 21 | 23 | 6 | 1 | 1         | 1      |

| Пол    | Укупно | Неожењен/Неудата | Ожењен/Удата | Удовац/Удовица | Разведен/Разведена | Непознато |
| ------ | ------ | ---------------- | ------------ | -------------- | ------------------ | --------- |
| Мушки  | 176    | 64               | 104          | 7              | 1                  | 0         |
| Женски | 175    | 37               | 106          | 21             | 3                  | 8         |
| УКУПНО | 351    | 101              | 210          | 28             | 4                  | 8         |

| Пол    | Укупно                    | Пољопривреда, лов и шумарство | Рибарство                            | Вађење руде и камена | Прерађивачка индустрија       |
| ------ | ------------------------- | ----------------------------- | ------------------------------------ | -------------------- | ----------------------------- |
| Мушки  | 79                        | 27                            | 0                                    | 0                    | 11                            |
| Женски | 24                        | 5                             | 0                                    | 0                    | 5                             |
| УКУПНО | 103                       | 32                            | 0                                    | 0                    | 16                            |
| Пол    | Производња и снабдевање   | Грађевинарство                | Трговина                             | Хотели и ресторани   | Саобраћај, складиштење и везе |
| Мушки  | 4                         | 18                            | 2                                    | 1                    | 5                             |
| Женски | 0                         | 0                             | 3                                    | 1                    | 2                             |
| УКУПНО | 4                         | 18                            | 5                                    | 2                    | 7                             |
| Пол    | Финансијско посредовање   | Некретнине                    | Државна управа и одбрана             | Образовање           | Здравствени и социјални рад   |
| Мушки  | 0                         | 0                             | 5                                    | 2                    | 0                             |
| Женски | 0                         | 0                             | 0                                    | 6                    | 2                             |
| УКУПНО | 0                         | 0                             | 5                                    | 8                    | 2                             |
| Пол    | Остале услужне активности | Приватна домаћинства          | Екстериторијалне организације и тела | Непознато            | Непознато                     |
| Мушки  | 0                         | 0                             | 0                                    | 4                    | 4                             |
| Женски | 0                         | 0                             | 0                                    | 0                    | 0                             |
| УКУПНО | 0                         | 0                             | 0                                    | 4                    | 4                             |